# Dalilah
Adelaida Angulo Agramunt (Madrid, 7 de julio de 1936-ibídem, 17 de septiembre de 2001), más conocida popularmente por su nombre artístico Dalilah, y también Delia Turina, fue una bailarina mítica de la época dorada de la danza oriental en el Oriente Próximo del siglo XX.

## Biografía

### Primeros años de vida
Adelaida Angulo Agramunt nació en la capital de España; Madrid en 1936. Desde los tres años de edad Dalilah estudió baile con los mejores profesores de esa época. Su padre fue Pedro Gross, un famoso pintor y escultor que, además, fundó una de las primeras empresas de muñecos de Madrid bajo la firma Gros. De la mano de Miss Karen Taft, se adentró en el mundo artístico. Con ella aprendió ballet  clásico. Además, se formó con otros profesionales de reconocido prestigio de la época, como La Quica  y Regla Ortega, con quienes estudió el arte flamenco, con José Luis Udaeta, de baile clásico español o con Luisa Perice, que la introdujo en la escuela bolera.

### Carrera

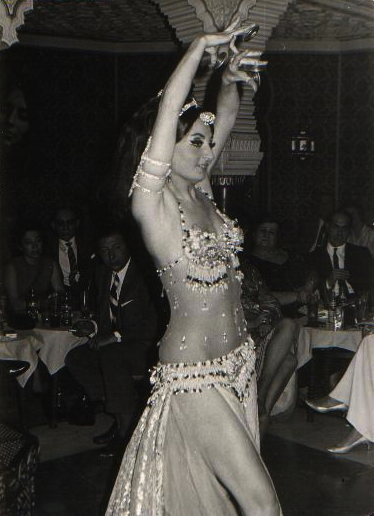
Dalilah, en una danza con crótalos.

El año 1954 tuvo un contrato en Oriente Próximo junto a su pareja artística, José Molina. La pareja se separó y Delia Turina inició su carrera como solista. Trabajaba como bailarina de español en una sala de fiestas de Beirut, donde el dueño del local, que ya conocía la pasión de Adelaida por la danza y la música árabe, le pidió que subiera al escenario para sustituir a una bailarina oriental. Fue alentada por el cantante libanés Wadih Al Safi, que celebraba su cumpleaños en el local. El éxito fue tan rotundo que a partir de ese momento Delia Turina se convertía en Dalilah, donde comenzó una fulgurante carrera como bailarina árabe.
En 1959 fue elegida como la mejor bailarina de El Cairo. Actuó, junto a Nagwa Fouad, en la fastuosa inauguración del Hotel Nilo Hilton en presencia del presidente Gamal Abdel Nasser y el mariscal Tito, donde el empresario hotelero Conrad Hilton invitó innumerables artistas desde Hollywood para la ocasión. Tuvo un éxito rotundo y sin precedentes. Comenzó entonces una gira pionera por toda Europa acompañada por tres músicos árabes. En Italia, durante este periodo participó en una actuación privada para el equipo de la película "La Dolce Vita", donde estuvieron presentes todos sus protagonistas, incluyendo a su director Federico Fellini. Su fama iba in crescendo, lo que no era del agrado de otras bailarinas nativas de su entorno que sentían celos profesionales. Sin embargo, tuvo la protección de la mítica bailarina Tahia Carioca también conocida como Taheyya Kariokkay. Durante la gira recaló en España, donde la prensa llegó a creer que Dalilah era una bailarina egipcia.
La fama que alcanzó fue tal que para esa época era considerada por muchos como la reina de la danza oriental, amén de ser una de las favoritas de la realeza de Oriente Medio.
Tras la gira europea regresa a Beirut, donde actuó en el Hotel Phoenicia y en el Casino du Liban, y conoció a su marido, Paul King. Sin embargo, la situación de guerra que se inició en este país hizo que Dalilah decidiera instalarse en México y luego en Estados Unidos, donde la danza oriental era una actividad de moda. En Las Vegas abrió su escuela y una boutique de ropa oriental. Su reputación como maestra estaba siendo enorme, por lo que le surgieron proposiciones para impartir seminarios por diferentes países.
Desde su escuela en Las Vegas realizó una labor divulgativa sin precedentes. Organizó los primeros viajes a Egipto con grupos de bailarinas americanas para formarse con los maestros y bailarinas de la época como Tahia Carioca, Sohair Zaki y Samia Gamal. Realizó una gira por Estados Unidos junto al coreógrafo egipcio Mahmoud Reda en la que impartieron seminarios de danza y folclore árabe.

### Últimos años
En 1984 regresó a España, donde le desmotivó ver que la danza oriental estaba muy desprestigada y decidió retirarse de los escenarios. Poco antes de morir reapareció con un espectáculo en la Sala Galileo Galilei de Madrid y el Teatro Goya de Barcelona, donde actuó durante dos semanas seguidas. En esta época realizó la coreografía de danza árabe para la película de Vicente Aranda Juana la Loca.
Falleció en septiembre de 2001 víctima de una grave enfermedad.  Tras su muerte dejó un legado artístico de gran valor para los amantes de la danza oriental, que la conocen como "Embajadora de la danza egipcia moderna".

## Filmografía

### Cine
- Los ojos dejan huellas (España, 1952)
- Doña Francisquita (España, 1952)
- La alegre caravana (España, 1953)
- Alexander the Great (EE. UU., 1955)
- Keyf Ansak (Egipto, 1957)
- Soutak (Líbano, 1959)
- Juana la Loca (España, 2001)

### Televisión
- Dalilah Show (Líbano, 1959)
- Shoo Shoo Show Special (Líbano, 1959)
- Caterina Valenti Show (Finlandia, 1963)
- Siempre en Domingo (México, 1972)
- Mike Douglas Show (USA, 1976)
- Jerry Lewis Telethon (USA, 1977)
- ABC 20/20 Show (USA, 1977)
- Mundo Mundial. Canal Gran Vía (España, 2001)
- Tele5 Nosolomusica (España, 2001)